# 메르세데스-벤츠 M194 엔진
메르세데스-벤츠 M194 엔진(영어: Mercedes-Benz M194 engine)은 다임러 AG에서 생산했던 6기통 직렬 엔진이다.

## 디자인
M194는 당시 신형 W189 300의 M186 엔진을 기반으로 하며, 실린더 당 3개의 Solex 기화기와 2개의 밸브가 있는 4행정 엔진이다. 엔진 제목은 왼쪽으로 50도이며 후드의 높이를 줄이기 위해 오일 팬과 저장소 대신 드라이 섬프 시스템을 사용한다. 또한 더 나은 무게 분배를 위해 프론트 액슬 뒤에 장착되어 있다. W194 300SL 레이서를 위해 10개의 M194 엔진만 제작되었다. 처음 3개의 예는 약 170 kW (228 hp)였고 나머지 10개는 약 180 kW (241 hp)였다.

## 모델
| 엔진 | 돌림힘 출력                  | 일률 출력                        | 연도   |
| ---- | ---------------------------- | -------------------------------- | ------ |
| M194 | 125 kW (168 hp) at 5,200 rpm | 256 N·m (189 lb·ft) at 4,200 rpm | 1952년 |

사용 차종
- 1952년형 W194 300SL